# Capcom Classics Collection
Capcom Classics Collection is een computerspel dat in 2005 uitkwam voor de PlayStation 2 en de Xbox. Het spel is een compilatiespel bestaande uit:
- 1942 (1984)
- 1943 (1987)
- 1943 Kai (1987)
- Bionic Commando (1987)
- Commando (1985)
- Exed Exes (1985)
- Final Fight (1989)
- Forgotten Worlds (1988)
- Ghost 'n Goblins (1985)
- Ghouls 'n Ghosts (1988)
- Gun.Smoke (1985)
- Legendary Wings (1986)
- Mercs (1990)
- Pirate Ship Higemaru (1984)
- Section Z (1985)
- Son son (1984)
- Street Fighter II: The World Warrior (1991)
- Street Fighter II: Champion Edition (1992)
- Street Fighter II Turbo: Hyper Fighting (1992)
- Super Ghouls' N Ghosts (1991)
- Trojan (1986)
- Vulgus (1984)

## Ontvangst
| Beoordeeld door                     | Jaar | Platform      | Score |
| ----------------------------------- | ---- | ------------- | ----- |
| Game Shark                          | 2005 | PlayStation 2 | 91%   |
| Gaming Target                       | 2005 | PlayStation 2 | 89%   |
| Game Informer Magazine              | 2005 | Xbox          | 85%   |
| 4Players.de                         | 2005 | PlayStation 2 | 85%   |
| Digital Press - Classic Video Games | 2005 | PlayStation 2 | 80%   |
| VGcore                              | 2005 | Xbox          | 80%   |
| Eurogamer.net (UK)                  | 2005 | PlayStation 2 | 80%   |
| GameSpot                            | 2005 | PlayStation 2 | 75%   |
| DarkZero                            | 2005 | PlayStation 2 | 70%   |
| Jeuxvideo.com                       | 2005 | PlayStation 2 | 60%   |